# Гобболино — ведьмин кот
«Гобболино — ведьмин кот» ― детский роман английской писательницы Урсулы Уильямс. Впервые вышел в свет в 1942 году в издательстве Джорджем Дж. Харрапом. Иллюстрации нарисовал сам автор. Книга не раз публиковалась с новыми иллюстрациями, а юбилейное издание, посвященное 70-летию, было опубликовано в серии «Puffin Modern Classics». Также был выпущен в сокращенной версии под названием в «Кухонный кот Гобболино».
В 1984 году «Паффин» опубликовал «Дальнейшие приключения Гобболино и маленькой деревянной лошадки», совместное продолжение «Гобболино» и «Приключений маленькой деревянной лошадки» (1938).
Название «Гобболино» происходит от итальянского слова «маленький горбун».

## Сюжет
Гобболино — маленький черный котёнок, рожденный в ведьминской пещере высоко на Ураганной горе. У него сверкающие голубые глаза и одна белая лапа. Это отличает его от других кошек ведьм. У него есть сестра-близнец Сутика, у которых чисто черный мех и зеленые глаза. Его сестра хочет учиться на кошку ведьмы, а Гобболино мечтает стать скромным кухонным котом и иметь собственную любящую человеческую семью. Гобболино пытается приспособиться к своей жизни в пещере, но не может выполнить ни одной задачи, поставленной его хозяйкой-ведьмой. В конце концов, от кота-неумехи отказываются все ведьмы и Гобболино изгоняется из пещеры.
Вначале его охватывает грусть, но потом он понимает, что теперь может осуществить свои собственные мечты и отправляется в великое приключение, чтобы отыскать желание своего сердца — свою человеческую семью. Котёнок пытается быть обычным кухонным котом сначала на ферме, потом в приюте, потом у мэра, но его магия всегда доставляет ему неприятности. Он становится выставочным котом, но другие коты завидуют ему и показывают людям, что он кот ведьмы. Он на короткое время становится корабельным котом, но возвращается на берег после того, как использовал свою магию, чтобы спасти корабль от ведьмы, но это только напугало моряков. 
Его приютила больная принцесса, но после выздоровления она уезжает в школу-интернат без него. Гобболино попадает в шоу Панча и Джуди как «Пёс Тоби», но ведьма в аудитории показывает его зрителям, как кота ведьмы. Рыцарь находит его и дарит даме в подарок, но когда Гобболино пытается помочь рыцарю завоевать даму, он только доставляет больше проблем. Котенок уходит и его подбирает дровосек, но правнучка дровосека продает его разносчице за платье.
Наконец, смирившись со своей магией, Гобболино становится помощником разносчицы, но его доброе сердце и нежелание причинять боль не позволяют ему творить злые дела. И он снова не может выполнить ни одного поручения. Наконец, ведьма накладывает на него заклинание, лишая его магических сил и он возвращается на ферму, где и начал свое путешествие. Здесь его старые друзья радостно приветствуют его и он становится кухонным котом на ферме.

## Экранизация
По история Гобболино была написана детская песня «GC Westcott», которая была очень популярна в музыкальных классах начальной школы в Австралии и Новой Зеландии. Песня состоит из трех куплетов и припева.

## Издания
- ISBN 0-7534-1209-8 (мягкая обложка, 2005)
- ISBN 0-7534-0630-6 (в твердом переплете, 2001)
- ISBN 0-14-030239-5 (мягкая обложка, 1969)